# Домовые змеи
Домовые змеи (лат. Boaedon) — род змей из семейства Lamprophiidae.

## Описание
Общая длина представителей этого рода колеблется от 60 см до 1,2 м. Наблюдается половой диморфизм — самки крупнее самцов. Голова узкая с округлыми глазами умеренного размера, туловище удлинённое, толстое с гладкой чешуёй. Окраска от песчано-коричневой до чёрной, с оранжевым, красным или зелёным оттенком. Брюхо розовато-белое.

## Образ жизни
Населяют полупустыни, луга, кустарниковую растительность. Активны ночью, питаются ящерицами, грызунами, иногда птицами.

## Размножение
Это яйцекладущие змеи. Самки откладывают до 15 яиц.

## Распространение
Обитают в Африке южнее Сахары и на Аравийском полуострове.

## Классификация
На сентябрь 2018 года в род включают 13 видов:
- Boaedon capensis Duméril, Bibron & Duméril, 1854
- Boaedon fuliginosus (Boie, 1827) — Обыкновенная домовая змея
- Boaedon lineatus Duméril, Bibron & Duméril, 1854 — Африканская домовая змея
- Boaedon littoralis Trape & Mediannikov, 2016
- Boaedon longilineatus Trape & Mediannikov, 2016
- Boaedon maculatus Parker, 1932 — Пятнистая домовая змея Паркера
- Boaedon olivaceus (Duméril, 1856) — Оливковая домовая змея Дюмериля
- Boaedon paralineatus Trape & Mediannikov, 2016
- Boaedon perisilvestris Trape & Mediannikov, 2016
- Boaedon radfordi Greenbaum, Portillo, Jackson & Kusamba, 2015
- Boaedon subflavus Trape & Mediannikov, 2016
- Boaedon upembae Laurent, 1954
- Boaedon virgatus (Hallowell, 1854) — Прутьевидная домовая змея

## Галерея
- Boaedon capensis
- Африканская домовая змея
- Оливковая домовая змея Дюмериля